# Sungai Simpang Dua
Sungai Simpang Dua is een bestuurslaag in het regentschap Kampar van de provincie Riau, Indonesië. Sungai Simpang Dua telt 1786 inwoners (volkstelling 2010).